# ويليام الكسندر تومسون
ويليام الكسندر تومسون هو سياسي كندي، ولد في 1 نوفمبر 1816، وتوفي في 1 أكتوبر 1878. حزبياً، نشط في الحزب الليبرالي الكندي. وقد انتخب عضو مجلس العموم الكندي.